# Richard Goschütz

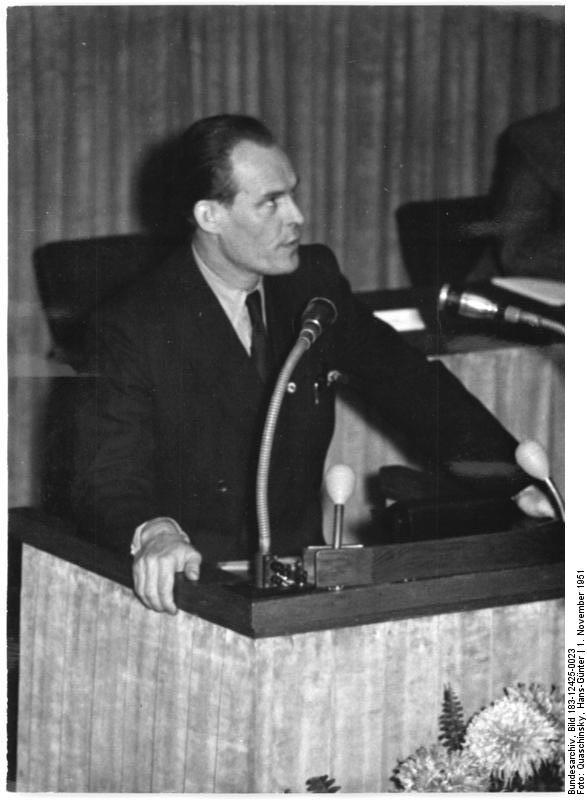
Goschütz in der Volkskammer (1951).

Richard Max Goschütz (* 12. Oktober 1912 in Königshütte, Oberschlesien; † 4. Februar 1992 in Berlin-Lichtenberg) war ein deutscher Politiker (SED). Von 1955 bis 1958 wirkte er als Minister für Kohle und Energie der DDR.

## Leben
Goschütz, Sohn eines Maschinenschlossers, besuchte zunächst die Volksschule, später das Gymnasium.
Er absolvierte eine Lehre zum Schlosser und arbeitete in diesem Beruf auf der Bismarckhütte.
Später studierte er an der Technischen Lehranstalt in Königshütte und an der Staatlichen Ingenieurschule. 1938 arbeitete Goschütz als Ingenieur in Görlitz. Anschließend studierte er erneut und arbeitete ab 1941 als Betriebstechniker. 1945 wurde er zum Volkssturm eingezogen und von sowjetischen Soldaten gefangen genommen. Er verblieb bis 1948 in sowjetischer Kriegsgefangenschaft im Dorf Talizy. In dieser Zeit besuchte Goschütz die Antifa-Schule 2041.
Nach seiner Rückkehr nach Deutschland 1948 arbeitete er als Ingenieur im VEB LOWA Görlitz, ab Ende 1949 als Technischer Direktor des Werkes. 1949 trat Goschütz der SED und dem FDGB bei. Von 1950 bis 1952 wirkte Goschütz als Minister für Industrie, Arbeit und Aufbau bzw. für Wirtschaft und Arbeit des Landes Sachsen, danach von 1952 bis 1956 als Staatssekretär im Ministerium für Schwermaschinenbau und Erster Stellvertreter des Ministers für Schwermaschinenbau. Von 1950 bis 1954 war er zudem Mitglied der Volkskammer. Von November 1955 bis Juli 1958 fungierte Goschütz als Minister für Kohle und Energie der DDR.
1958/1959 war er Leiter des Sektors Kohle in der Staatlichen Plankommission, von 1959 bis 1962 Betriebsdirektor des VEB Waggonbau Niesky. Ab 1962 war er leitender Mitarbeiter im Sekretariat des RGW in Moskau, unter anderem als Leiter der Gruppe für zusammengefasste Bilanzen. Von 1969 bis 1976 wirkte er als Abteilungsleiter im Informations- und Bildungszentrum der DDR bzw. als Leiter der Kaderabteilung im Ministerium für Wissenschaft und Technik.
Goschütz war verheiratet und hatte zwei Kinder, Sohn Johannes (* 1943) und Tochter Angelika Ursula (* 1951).